# Jeffrey Lee Pierce
Jeffrey Lee Pierce, född 27 juni 1958 i Montebello, Kalifornien, död 31 mars 1996 i Salt Lake City, Utah, var en amerikansk rockmusiker, frontfigur i det Los Angeles-baserade rockbandet The Gun Club.
Pierce bildade The Gun Club 1980 och de albumdebuterade året efter med Fire of Love. Han ledde sedan gruppen som sångare och gitarrist fram till sin död, till följd av en hjärnblödning, 1996. Vid sidan av Gun Club spelade han också in några soloalbum, bland annat ett under namnet Ramblin' Jeffrey Lee tillsammans med Cypress Grove och Willie Love.
Jeffrey Lee Pierce hyllas av Blondie i låten "Under the Gun" på albumet No Exit och av Joakim Thåström i "Ingen sjunger blues som Jeffrey Lee Pierce" på albumet Skebokvarnsvägen 209. En dokumentär om Pierce och Gun Club skapad av Kurt Voss hade premiär 2006, med titeln Ghost on the Highway: A Portrait of Jeffrey Lee Pierce and the Gun Club.

## Diskografi (urval)
Studioalbum med The Gun Club
- 1981 – Fire of Love
- 1982 – Miami
- 1984 – The Las Vegas Story
- 1987 – Mother Juno
- 1990 – Pastoral Hide and Seek
- 1991 – Divinity
- 1994 – Lucky Jim

### Solo
Album
- 1985 – Wildweed
- 1992 – Ramblin' Jeffrey Lee

EP
- 1985 – Flamingo